# Eubúlides de Cròpia
Eubúlides de Cròpia (en llatí Eubulides, en grec antic Εὐβουλίδης) fou un escultor atenenc de la demos de Cròpia, que va esculpir una gran ofrena votiva constituïda per un grup de tretze estàtues entre les quals Atena, Peònia, Zeus, Mnemòsine, les nou Muses, i Apol·lo, que la ciutat d'Atenes va oferir al temple de Dionís al Ceramicos.
Entre d'altres en parla Plini el Vell, que menciona un a estàtua que representava un home contant amb els dits. Va viure probablement al segle i aC. Va tenir un fill de nom Èuquir també conegut com a escultor. Aquesta família d'escultors va donar tres generacions d'artistes de noms Eubúlides (el vell), Èuquir i Eubúlides (el jove).
Les seves estàtues es van descobrir el 1837 al Ceramicos, i es va trobar la inscripció "...ΧΕΙΡΟΣ ΚΡΩΠΙΔΗΣ ΕΠΟΙΗΣΕΝ", i una segona inscripció prop de l'Erectèon: "…ΧΕΙΡ ΚΑΙ ΕΥΒΟΥΛΙΔΗΣ ΚΡΩΠΙΔΑΙ ΕΠΟΙΗΣΑΝ". La primera s'ha reconstruït com ΕΥΒΟΥΛΙΔΗΣ ΕΥΧΕΙΡΟΣ ΚΡΩΠΙΔΗΣ ΕΠΟΙΗΣΕΝ, i les dues mostren la col·laboració entre els membres d'aquesta família. Per l'estil i les inscripcions no hi ha dubte de què van viure durant el període de la dominació romana sobre Grècia.